# Life (Des'ree)
Life è un singolo della cantante Des'ree, il primo estratto dall'album del 1998 Supernatural.

## Descrizione
Life fu scritta e prodotta da Prince Sampson e Des'ree, e il singolo fu pubblicato il 2 giugno 1998 In brevissimo tempo, Life divenne un enorme hit in tutta Europa; il singolo riuscì, infatti, a giungere alla vetta della classifica di Austria, Paesi Bassi e Italia, ed entrare nella top ten di Belgio, Francia, Svezia, Norvegia e Svizzera. Nel 1999, la canzone permise a Des'ree di vincere il BRIT Award come migliore artista femminile dell'anno.

## Video musicale
Il video musicale vede Des'ree seduta sul sedile posteriore di un'automobile decappottabile condotta da un autista; accanto a lui è presente un'altra ragazza. La cantante, inizialmente riparata dal sole da un ombrello nero, che poi lascia volare via, interpreta il brano mente l'automobile viaggia in mezzo a campi di canna da zucchero, in un paesaggio simile a quello dell'America Latina. L'automobile viene sorvolato da un aeroplano, che anziché scaricare antiparassitari, espelle una moltitudine di farfalle. Il video è stato diretto dal regista Mike Lipscombe.

## Tracce
| CD single - UK 1. Life (single version) — 3:38 2. Open Mind — 4:19 CD maxi 1 - UK 1. Life — 3:38 2. Open Mind — 4:19 3. Get a Life — 3:32 4. I'm Kissing You — 4:52 CD maxi 2 - UK 1. Life (long version) — 4:22 2. Life (cosmack mix) — 4:25 3. Life (cosmack extended mix) — 7:45 4. Life (Brooklin funk R&B mix - no rap) — 5:00 | CD maxi - Australia 1. Life (single version) — 3:38 2. Open Mind — 4:19 3. Get a Life — 3:32 4. Life (cosmack mix) — 4:25 5. Life (cosmack extended mix) — 7:45 12" maxi - UK 1. Life (long version) — 4:22 2. Life (cosmack mix) — 4:25 3. Life (cosmack extended mix) — 7:45 CD single - Promo 1. Life (cosmack radio edit) — 3:09 2. Life (special radio mix) — 3:12 3. Life (Brooklyn funk R&B radio edit) — 3:52 |

## Classifiche
| Classifica (1998) | Posizione massima |
| ----------------- | ----------------- |
| Australia         | 8                 |
| Austria           | 1                 |
| Belgio (Flanders) | 2                 |
| Belgio (Wallonia) | 3                 |
| Paesi Bassi       | 1                 |
| Francia           | 2                 |
| Germania          | 8                 |
| Irlanda           | 3                 |
| Italia            | 1                 |
| Lituania          | 1                 |
| Norvegia          | 9                 |
| Nuova Zelanda     | 21                |
| Spagna            | 1                 |
| Svezia            | 3                 |
| Svizzera          | 3                 |
| Regno Unito       | 8                 |

### Classifiche annuali
| Paese (1998)    | Posizione massima |
| --------------- | ----------------- |
| Italia          | 5                 |
| Paesi Bassi     | 6                 |
| Austria         | 7                 |
| Francia         | 11                |
| Svizzera        | 12                |
| Belgio Vallonia | 17                |